# Раухівська селищна рада
Раухівська се́лищна ра́да — адміністративно-територіальна одиниця та орган місцевого самоврядування в Березівському районі Одеської області.

## Склад ради
Рада складається з 19 депутатів та голови.
- Голова ради: Ніколаєнко Володимир Олексійович

### Керівний склад попередніх скликань
| Прізвище, ім'я, по батькові      | Основні відомості                                                         | Дата обрання | Дата звільнення |
| -------------------------------- | ------------------------------------------------------------------------- | ------------ | --------------- |
| Ковальчук Анатолій Андрійович    | Селищний голова, 1954 року народження, член Соціалістичної партії України | 26.03.2006   | 31.10.2010      |
| Ніколаєнко Володимир Олексійович | Селищний голова, 1957 року народження, освіта вища, член Партії регіонів  | 31.10.2010   |                 |

Примітка: таблиця складена за даними сайту Верховної Ради України

### Депутати
За результатами місцевих виборів 2010 року депутатами ради стали:

#### За суб'єктами висування
| Суб'єкт висування            | Кількість обраних депутатів | %    |
| ---------------------------- | --------------------------- | ---- |
| Соціалістична партія України | 8                           | 42,1 |
| Партія регіонів              | 7                           | 36,8 |
| Самовисування                | 4                           | 21,1 |

#### За округами
| № округу                     | Прізвище, ім'я, по батькові    | Дата визнання обраним | Освіта             | Партійна приналежність             | Відомості про обраного депутата                                              |
| ---------------------------- | ------------------------------ | --------------------- | ------------------ | ---------------------------------- | ---------------------------------------------------------------------------- |
| Партія регіонів              |                                |                       |                    |                                    |                                                                              |
| 8                            | Уварова Ніна Анатоліївна       | 02.11.2010            | середня спеціальна | член Партії регіонів               | ТОВ «Колос»                                                                  |
| 13                           | Федорова Домнікія Степанівна   | 02.11.2010            | середня спеціальна | член Партії регіонів               | гаражне товариство «Автолюбитель»                                            |
| 15                           | Ільченко Михайло Олександрович | 02.11.2010            | вища               | позапартійний                      | пенсіонер                                                                    |
| 16                           | Мокрицький Андрій Миколайович  | 02.11.2010            | середня спеціальна | член Партії регіонів               | пенсіонер                                                                    |
| 17                           | Харченко Олександр Сергійович  | 02.11.2010            | вища               | член Партії регіонів               | приватний підприємець                                                        |
| 18                           | Сабрам Славомир Михайлович     | 02.11.2010            | середня спеціальна | член Партії регіонів               | військовослужбовець                                                          |
| 19                           | Федорова Людмила Георгіївна    | 02.11.2010            | вища               | позапартійна                       | тимчасово не працює                                                          |
| Соціалістична партія України |                                |                       |                    |                                    |                                                                              |
| 3                            | Мамєдов Фізулі Мурад           | 02.11.2010            | середня            | член Соціалістичної партії України | Раухівське виробниче управління житлово-комунального господарства, технік    |
| 4                            | Дешко Лідія Панасівна          | 02.11.2010            | середня спеціальна | член Соціалістичної партії України | Раухівська селищна рада, секретар                                            |
| 5                            | Нанієва Інна Анатоліївна       | 02.11.2010            | середня спеціальна | позапартійна                       | тимчасово не працює                                                          |
| 6                            | Савочкіна Олена Сергіївна      | 02.11.2010            | середня            | позапартійна                       | приватний підприємець                                                        |
| 7                            | Яковлєва Ірина Аркадіївна      | 02.11.2010            | вища               | позапартійна                       | військовослужбовець                                                          |
| 11                           | Науменко Олена Вікторівна      | 02.11.2010            | середня спеціальна | позапартійна                       | приватний підприємець                                                        |
| 12                           | Агєєва Світлана Іванівна       | 02.11.2010            | середня спеціальна | позапартійна                       | реалізатор                                                                   |
| 14                           | Маренкова Раїса Георгіївна     | 02.11.2010            | середня спеціальна | позапартійна                       | приватний підприємець                                                        |
| Самовисування                |                                |                       |                    |                                    |                                                                              |
| 1                            | Кушнірчук Олексій Васильович   | 02.11.2010            | середня спеціальна | позапартійний                      | ППЧ Одеса — сортувальна, бригадир                                            |
| 2                            | Дядичек Андрій Миколайович     | 27.12.2010            | середня            | позапартійний                      | тимчасово не працює                                                          |
| 9                            | Тітієвський Вадим Андрійович   | 02.11.2010            | вища               | позапартійний                      | Раухівське виробниче управління житлово-комунального господарства, начальник |
| 10                           | Ярич Володимир Михайлович      | 27.12.2010            | середня            | позапартійний                      | приватний підприємець                                                        |